# Frozen (film 2007)
Frozen è un film del 2007 diretto da Shivajee Chandrabhushan.

## Trama
Questo è il commovente e oscuro viaggio di Lasya, che vive con suo padre Karma e il fratello minore Chomo in un remoto villaggio dell'Himalaya. Montagne innevate che circondano il loro piccolo villaggio e distese di terre aspre e sterili per chilometri nel nulla.